# Songpo-dong
Songpo-dong (koreanska: 송포동) är en stadsdel i staden Goyang i provinsen Gyeonggi i den nordvästra delen av Sydkorea, 25 km nordväst om huvudstaden Seoul. Den ligger i stadsdistriktet Ilsanseo-gu.